# Нета Барзилај
Нета Барзилај (хебр. נטע ברזילי; Ход Хашарон, 22. јануар 1993) израелска је певачица. На Песми Евровизије 2018. у португалском граду Лисабону представљала је своју државу са песмом Toy (Играчка) и победила са 529 бодова.

## Биографија
Нета је рођена 22. јануара 1993. године у Ход Хашарону у Израелу, у јеврејској породици, где и даље живи. У раним годинама, преселила се с породицом у Нигерију, где је њен отац радио као инжењер и где је живела четири године, да би се након тога вратила у Израел.
У Израелу је завршила средњу школу, да би касније одслужила војни рок у одбрамбеним снагама Израела, где је завршила војни рок у саставу израелске морнарице.
Након тога студирала је електронску музику у школи за џез и модерну музику у Римону, али школовање није завршила и није стекла диплому.

## Музичка каријера
У септембру 2017. се појавила на aудицији, у петој сезони израелског националног избора за такмичење за песму Евровизије са Ријанином песмом Rude Boy. Након што је добила 82 процента гласова прошла је у другу фазу такмичења, у ком пева песму Давида Гете Hey Mama.
Затим је у фебруару отпевала песму Wannabe групе Спајс герлс,а последња песма на такмичењу је била мешавина песама Gangnam Style и Tik Tok од Саја и Кеша. Након што је добила 210 бодова од судија и публике освојила је прво место и добила право да представља Израел на Евровизији.
25. фебруара 2018. године, објављено је да ће наступити на Песми Евровизије са песмом Toy, коју су написали и компоновали Дорон Медали и Стив Бегер и да ће бити на енглеском језику, осим што ће једна фраза бити на хебрејском језику. 8. маја 2018. године је нсатупала у првом полуфиналу из којег се пласирала у финале. У финалу Песме Евровизије 2018. је победила са 529 освојених бодова и тиме је постала четврта победница Евровизије која је представљала Израел.
2019. на Песми Евровизије у Тел Авиву имала је два наступа. Први је био на отварању првог полуфинала такмичења,када је извела Toy. Други наступ јој је био у финалу такмичења када је извела своју нову песму Nana Banana. Крајем 2019. остварила је сарадњу са израелским певачем Омер Адамом са којим је снимила песму BEG. 16. маја 2020. године је у емисији Eurovision: Europe Shine a Light извела премијерно своју песму Cuckoo.

## Дискографија
- Toy (2018)
- Bassa Sababa (2019)
- Nana Banana (2019)
- BEG (2019) (sa Omerom Adamom)
- Ricki Lake (2020)
- Cuckoo (2020)